# Мурманская ТЭЦ
Мурманская ТЭЦ — крупнейший поставщик тепловой энергии Мурманской области, снабжает тепловой энергией 75% города Мурманска (теплоэлектроцентраль), расположена в городе Мурманске. АО «Мурманская ТЭЦ» — дочернее общество ПАО «ТГК-1».

## История и деятельность
Мурманская ТЭЦ, построенная по плану ГОЭЛРО, была введена в эксплуатацию 26 марта 1934 года. На протяжении всей Великой Отечественной войны Мурманская ТЭЦ снабжала Мурманск электроэнергией и теплом.
В 1963 году вошла в состав Колэнерго, с 2007 — в составе ТГК-1.

## Деятельность
Установленная электрическая мощность ТЭЦ на начало 2020 года составляет 12 МВт или 0,3 % от общей мощности электростанций региона. Электроэнергия используется на собственные нужды.
Мурманская ТЭЦ работает в режиме комбинированной выработки электрической и тепловой энергии и является основным источником тепловой энергии для системы централизованного теплоснабжения города Мурманска. В составе три источника теплоснабжения: Мурманская ТЭЦ (1934 год, 278,5 Гкал/ч), Южная котельная (1973 год, 461 Гкал/ч) и Восточная котельная (1982 год, 390 Гкал/ч). Установленная тепловая мощность — 1129,5 Гкал/ч. ТЭЦ покрывает 75 % тепловых нагрузок города, снабжает тепловой энергией Мурманский морской торговый порт.
Тепловая схема Мурманской ТЭЦ — с поперечными связями на низкое давление свежего пара.
В качестве основного топлива используется топочный мазут.
В состав АО «Мурманская ТЭЦ» входит также 53,5 км магистральных тепловых сетей.